# Roesokastro
Roesokastro (Bulgaars: Русокастро) is een dorp in de Bulgaarse gemeente Kameno, oblast Boergas. Roesokastro ligt hemelsbreed 23 km ten zuidoosten van de provinciehoofdstad Boergas en 317 km ten oosten van Sofia. 

## Bevolking
Op 31 december 2020 telde het dorp Roesokastro 1.143 inwoners. Het aantal inwoners vertoont al vele jaren een dalende trend: in 1965 had het dorp nog 2.214 inwoners.
| Bevolkingsontwikkeling tussen 1934 en 2020          |
| --------------------------------------------------- |
|                                                     |
| Bron: Nationaal Statistisch Instituut van Bulgarije |

In het dorp wonen grotendeels etnische Bulgaren. In de optionele volkstelling van 2011 identificeerden 1.032 van de 1.150 ondervraagden zichzelf als etnische Bulgaren. De overige inwoners waren vooral etnische Turken (75 personen) of Roma (41 personen).
| Etnische samenstelling van de respondenten (2011) | Etnische samenstelling van de respondenten (2011) | Etnische samenstelling van de respondenten (2011) | Etnische samenstelling van de respondenten (2011) | Etnische samenstelling van de respondenten (2011) |
| ------------------------------------------------- | ------------------------------------------------- | ------------------------------------------------- | ------------------------------------------------- | ------------------------------------------------- |
|                                                   |                                                   |                                                   |                                                   |                                                   |
| Bulgaren                                          | Bulgaren                                          |                                                   | 89,7%                                             | 89,7%                                             |
| Turken                                            | Turken                                            |                                                   | 6,5%                                              | 6,5%                                              |
| Roma                                              | Roma                                              |                                                   | 3,6%                                              | 3,6%                                              |
| Anders/Onbekend                                   | Anders/Onbekend                                   |                                                   | 0,2%                                              | 0,2%                                              |